# ادلینگ
ادلینگ (به آلمانی: Edling, Germany) یک شهر در آلمان است که در بایرن واقع شده‌است.

## خصوصیات
ادلینگ ۲۰٫۰۴ کیلومترمربع مساحت دارد ۴۷۷ متر بالاتر از سطح دریا واقع شده‌است.